# Direct marketing
Il direct marketing (in italiano marketing diretto o anche marketing a risposta diretta) è un tipo di comunicazione commerciale o di marketing attraverso la quale le aziende commerciali, ma anche gli enti (ad esempio organizzazioni pubbliche e no profit) comunicano direttamente con clienti specifici, anche con un rapporto uno a uno e senza avvalersi di intermediari. Questo consente di raggiungere un target definito, con azioni mirate che utilizzino una serie di strumenti, anche interattivi, ottenendo in tal modo risposte oggettive misurabili, quantificabili e qualificabili.

## Strumenti
Gli strumenti di promozione e comunicazione più utilizzati a tale scopo sono:
- Promozione commerciale a mezzo di incaricati alla vendita diretta
- Promozione telefonica, ovvero telemarketing via telefono fisso o mobile
- Campagne pubblicitarie sulle reti sociali che permettono anche un'interazione diretta coi clienti (reali e potenziali)
- Campagne pubblicitarie su siti internet il più interattive possibile
- Comunicazioni commerciali via posta cartacea indirizzate, solitamente, a un cliente specifico (direct mail)
- Comunicazioni commerciali via posta elettronica (email marketing)
- Comunicazioni commerciali via cellulare (mobile marketing),
- Televendite nonché spot televisivi su TV interattiva (IPTV e DTT) che invitano l'utente a compiere un'azione via TV (Direct Response)
- eSampling o asilage, ovvero una tecnica che utilizza il box (la scatola) o altri formati spediti direttamente a casa del cliente come media in cui inserire delle comunicazioni promozionali studiate ad hoc e/o dei campioni di prodotto
- Vendite porta a porta (oggi limitatissime per via di particolari disposizioni di legge)

In Italia, nel 2010 il legislatore ha introdotto il Registro pubblico delle opposizioni, uno strumento che consente agli utenti di opporsi alle continue chiamate pubblicitarie. Nel 2018 la legge n. 5 ha introdotto nuove regole per ridurre il fenomeno, come la possibilità di iscrivere i numeri di cellulare e la possibilità di annullare i precedenti consensi.

## Vantaggi
Rispetto agli altri tipi di comunicazione di marketing, il direct marketing consente di stabilire una relazione diretta e duratura con il target, personalizzando i messaggi in funzione delle specifiche esigenze e caratteristiche del singolo cliente e della fase del ciclo di vita del cliente stesso. 
In particolare il direct marketing può essere utilizzato per acquisire il cliente, svilupparlo, fidelizzarlo e infine recuperarlo in caso di abbandono (quattro fasi del ciclo di vita del cliente). 

## Acquisizione
La fase di acquisizione viene effettuata contattando clienti potenzialmente interessanti i cui indirizzi email e nominativi possono essere acquisiti secondo varie modalità fra le quali le più comuni sono:
- Inserire un form di iscrizione al sito web / blog;
- Utilizzare la posta ordinaria, ricorrendo ad azioni di Direct Marketing Postale o Direct Mailing Postale;
- Integrare la lista di contatti con la rubrica dell'account di posta elettronica;
- Inserire link nella firma dei messaggi di posta elettronica;
- Utilizzare i social media e creare campagne appositamente studiate per l'acquisizione di nominativi.

Tutte le modalità di acquisizione di nominativi allo scopo di creare Liste di Distribuzione segmentate devono sempre essere conformi alla nuova legge europea sulla privacy o GDPR.